# Stylophorum diphyllum
Stylophorum diphyllum är en vallmoväxtart som först beskrevs av André Michaux, och fick sitt nu gällande namn av Thomas Nuttall. Stylophorum diphyllum ingår i släktet Stylophorum och familjen vallmoväxter. Inga underarter finns listade i Catalogue of Life.

## Bildgalleri

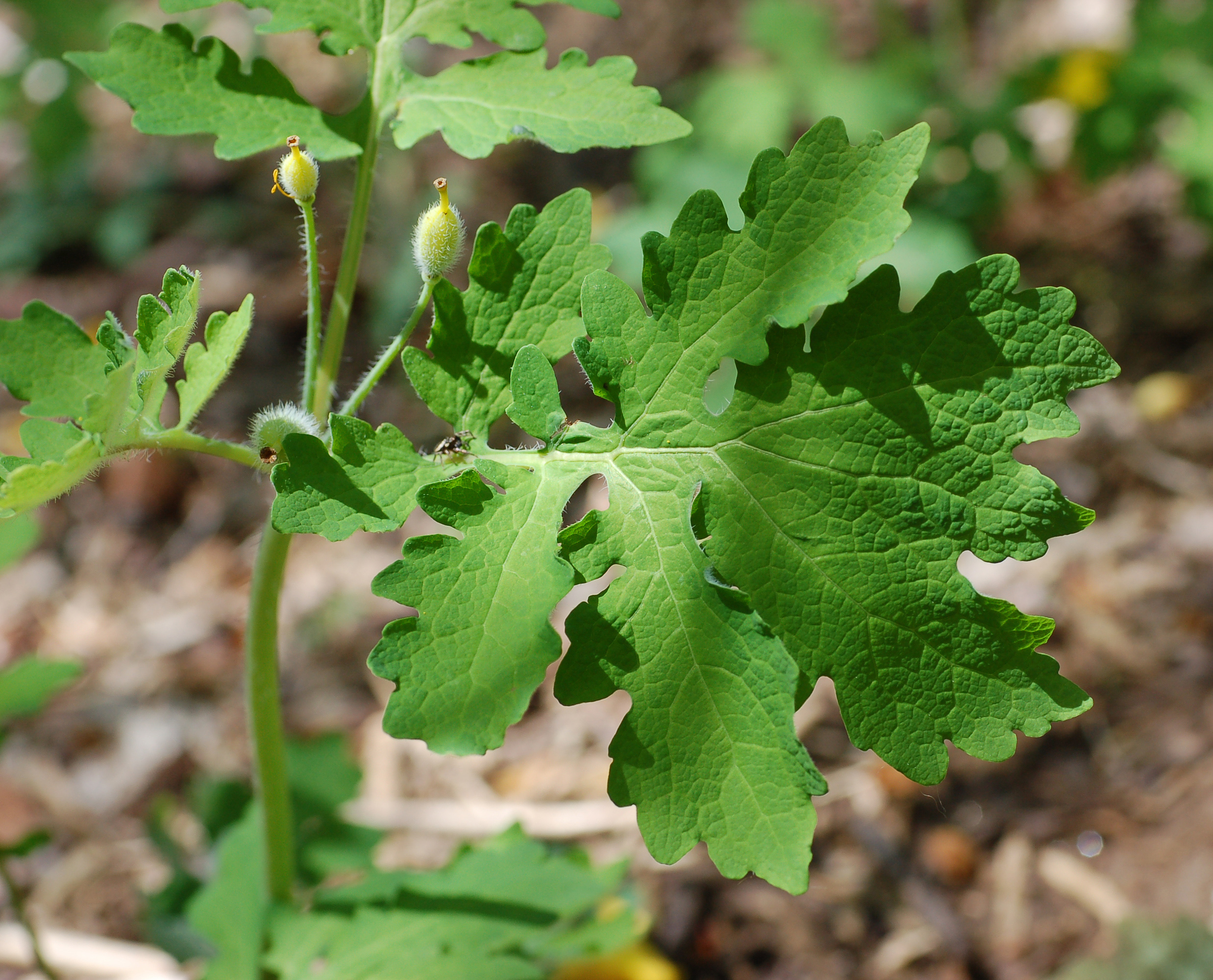
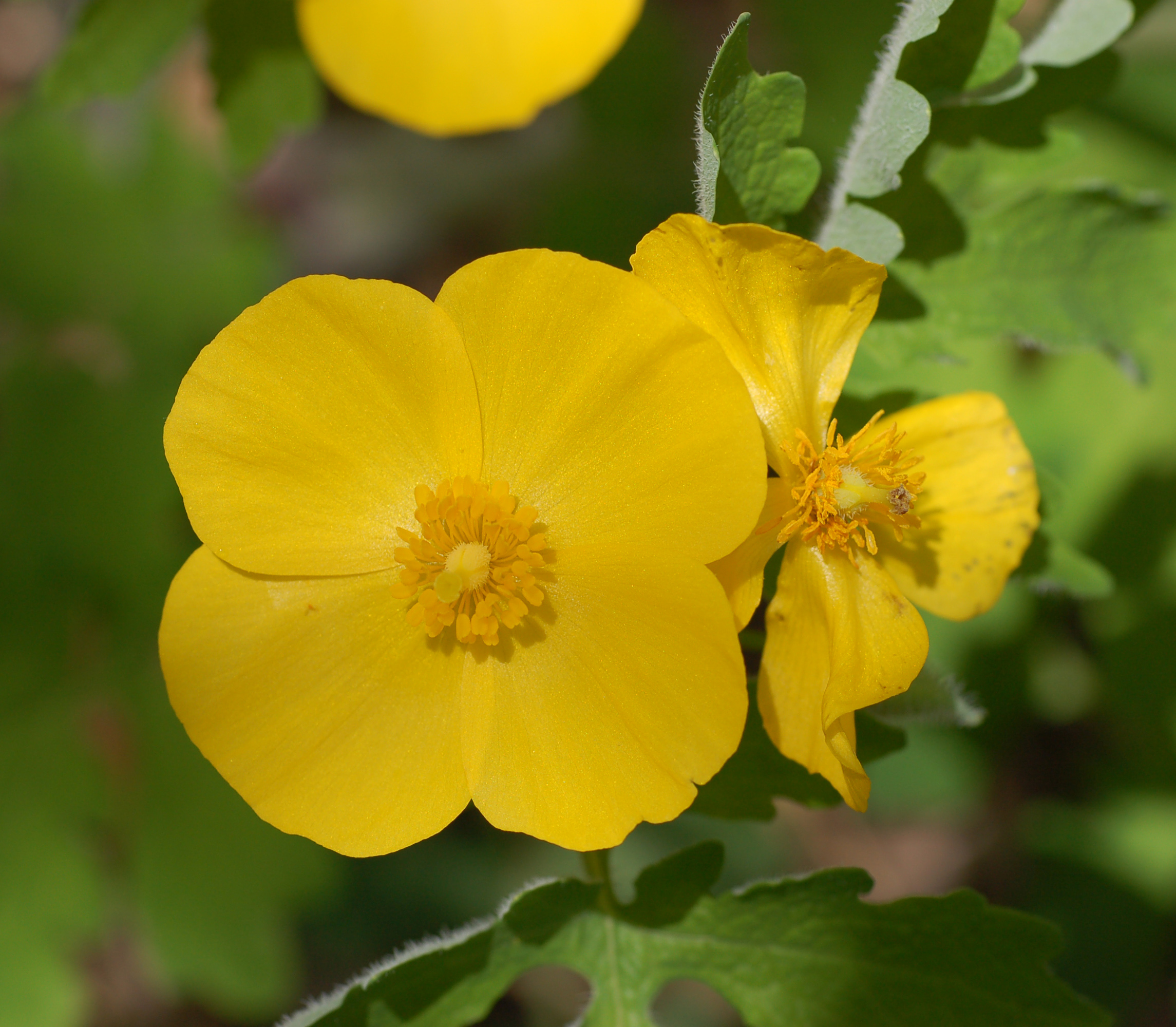
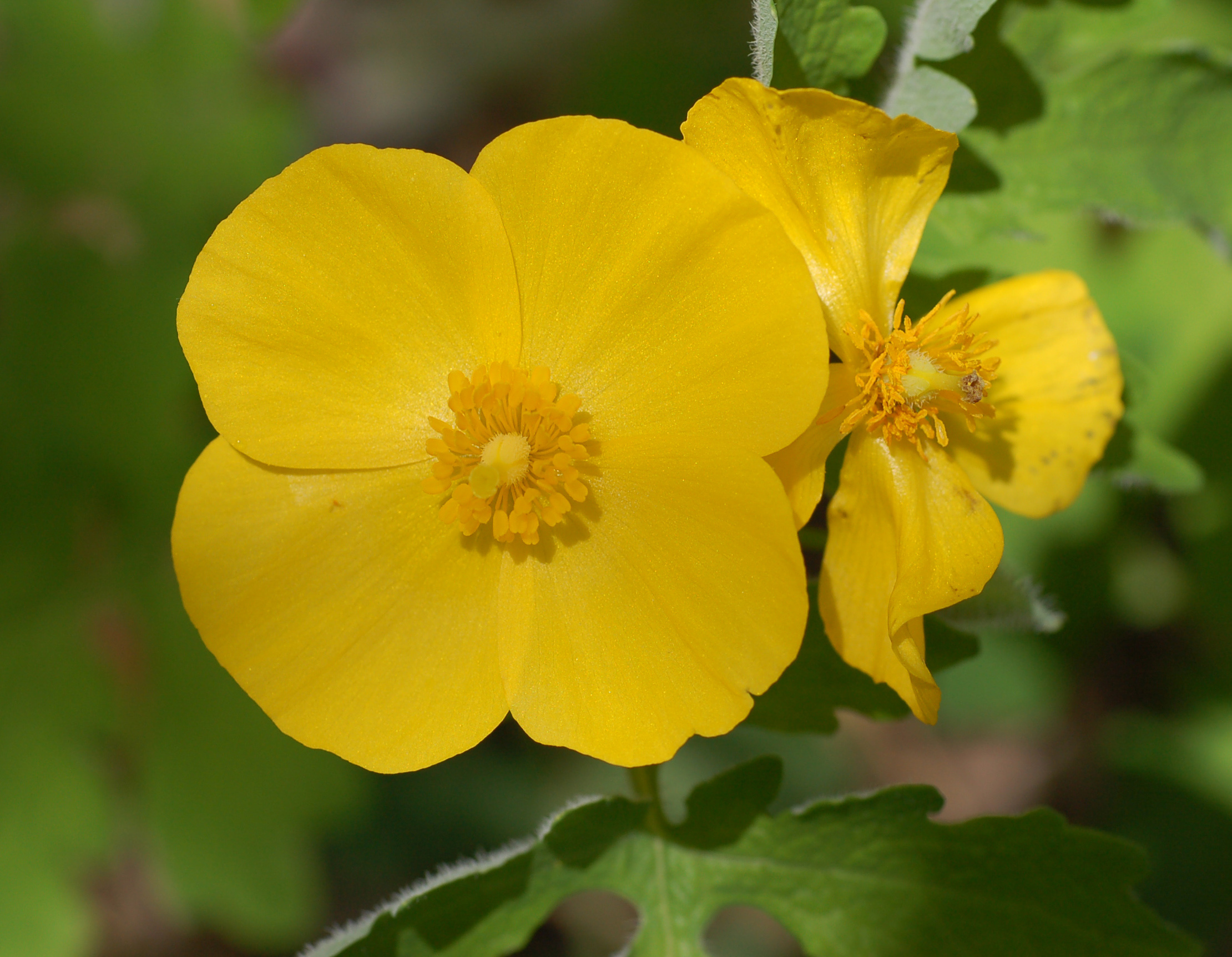
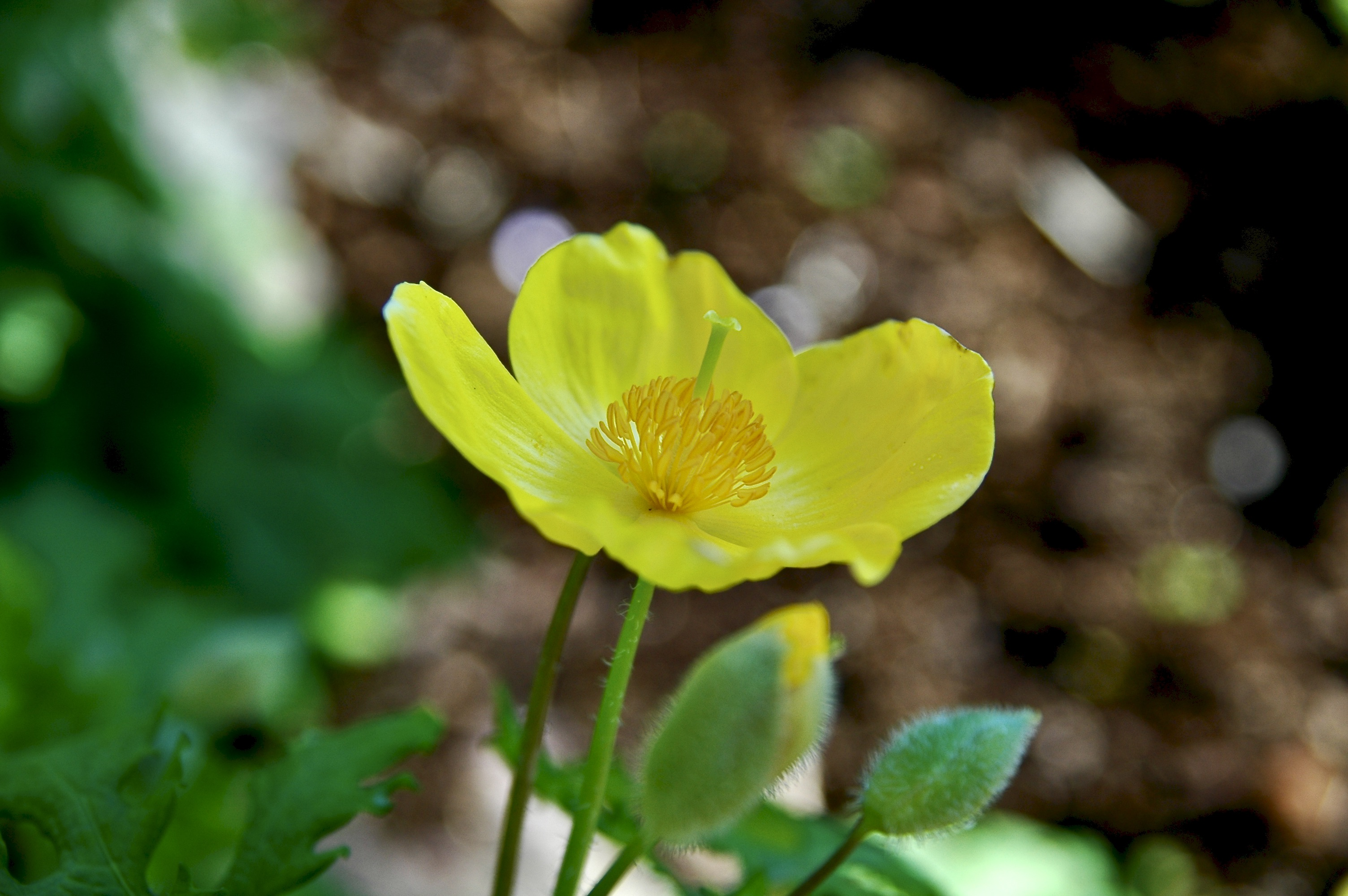
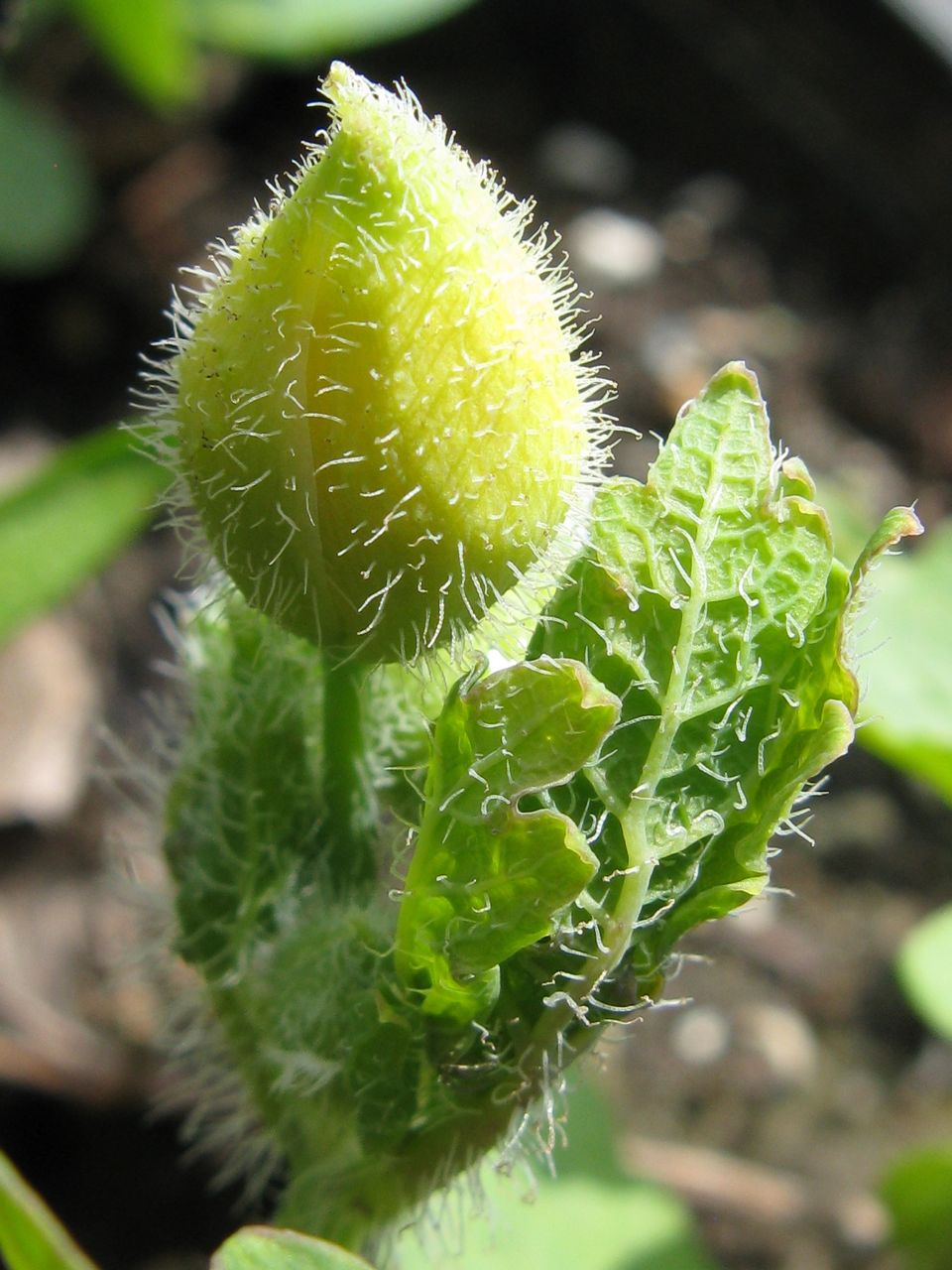
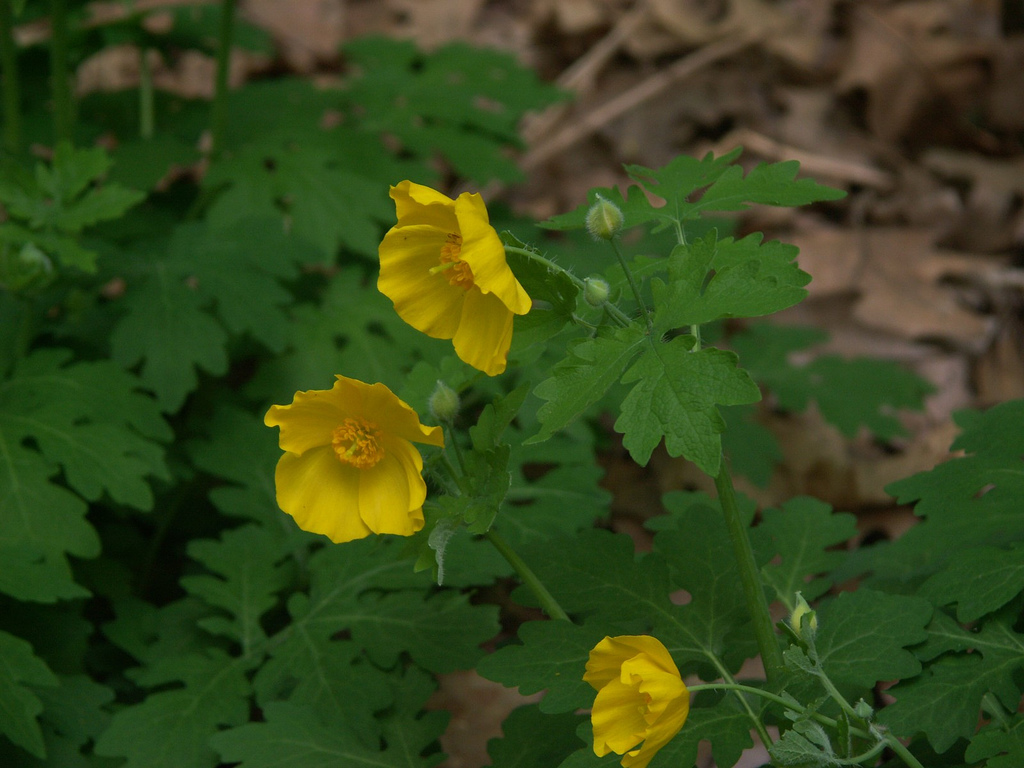
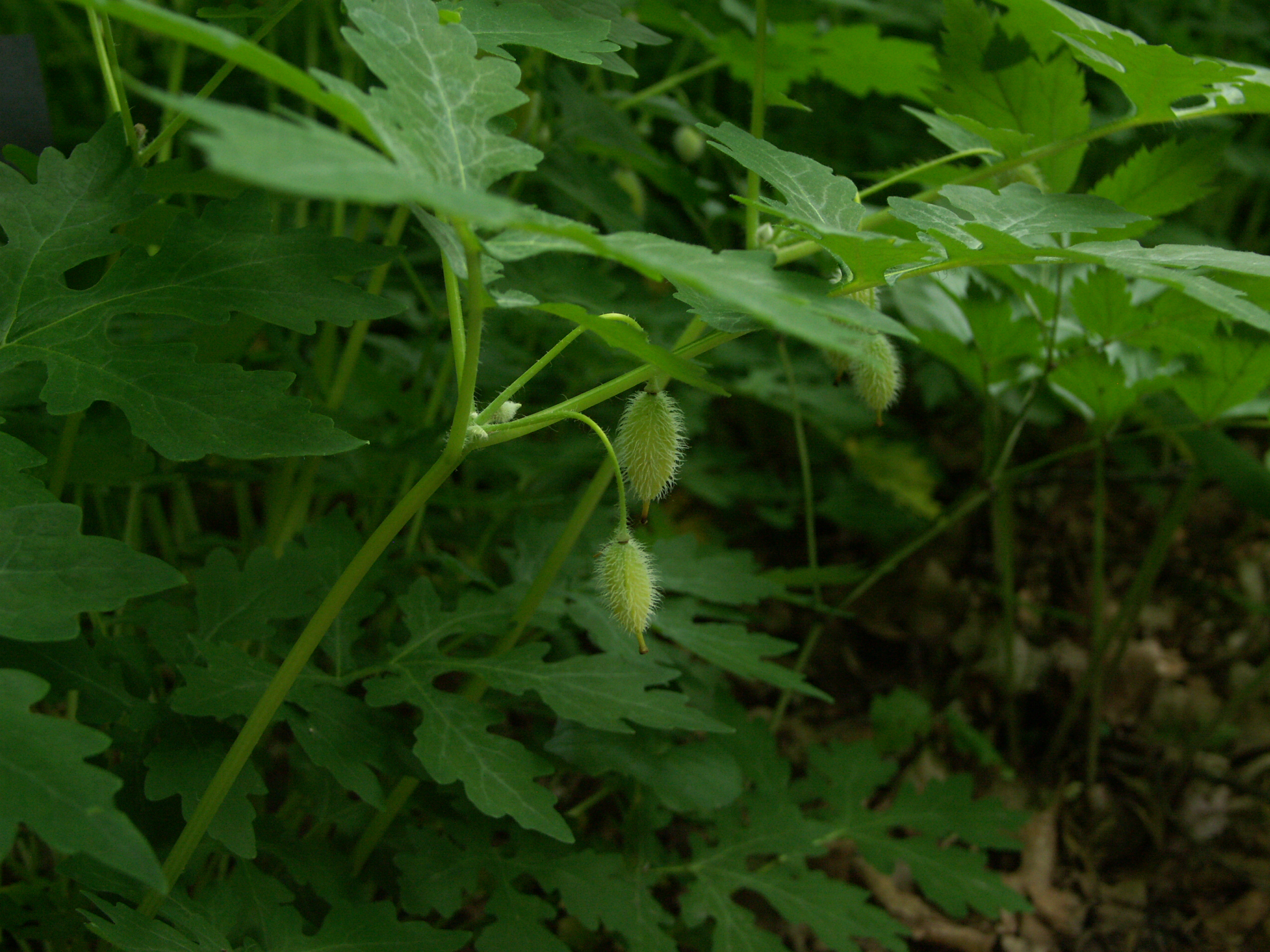